# Тренер (фильм, 2001)
«Тренер» (англ. Mike Bassett: England Manager) — фильм Стива Баррона.

## Сюжет
Тренер сборной Англии умер. Претендентов на его место нет: иностранцев приглашать не хотят, а своих просто нет. В итоге тренером становится Майк Бассетт, тренер «Норвич Сити», который выступает в одной из низших лиг. Бассетт работает по старинке: записывает состав команды на сигаретной пачке и признаёт только схему 4-4-2. Только из-за невероятной случайности англичане выходят на чемпионат мира. Там сборную Англии ждут невероятные происшествия…

## В ролях
| Актёр             | Роль            |
| ----------------- | --------------- |
| Рикки Томлинсон   | Майк Бассетт    |
| Аманда Редман     | Карина Бассетт  |
| Брэдли Уэлш       | Дэйв Дудс       |
| Дин Леннокс Келли | Кевин Тонкинсон |
| Пеле              | камео           |
| Филип Джексон     | Лонни           |